# Doug Livingstone
Doug Livingstone (Alexandria, 25 de fevereiro de 1898 — Marlow, 15 de janeiro de 1981) foi um futebolista e treinador escocês. 
Dirigiu a Bélgica na Copa do Mundo de 1954.